# Ultramagic

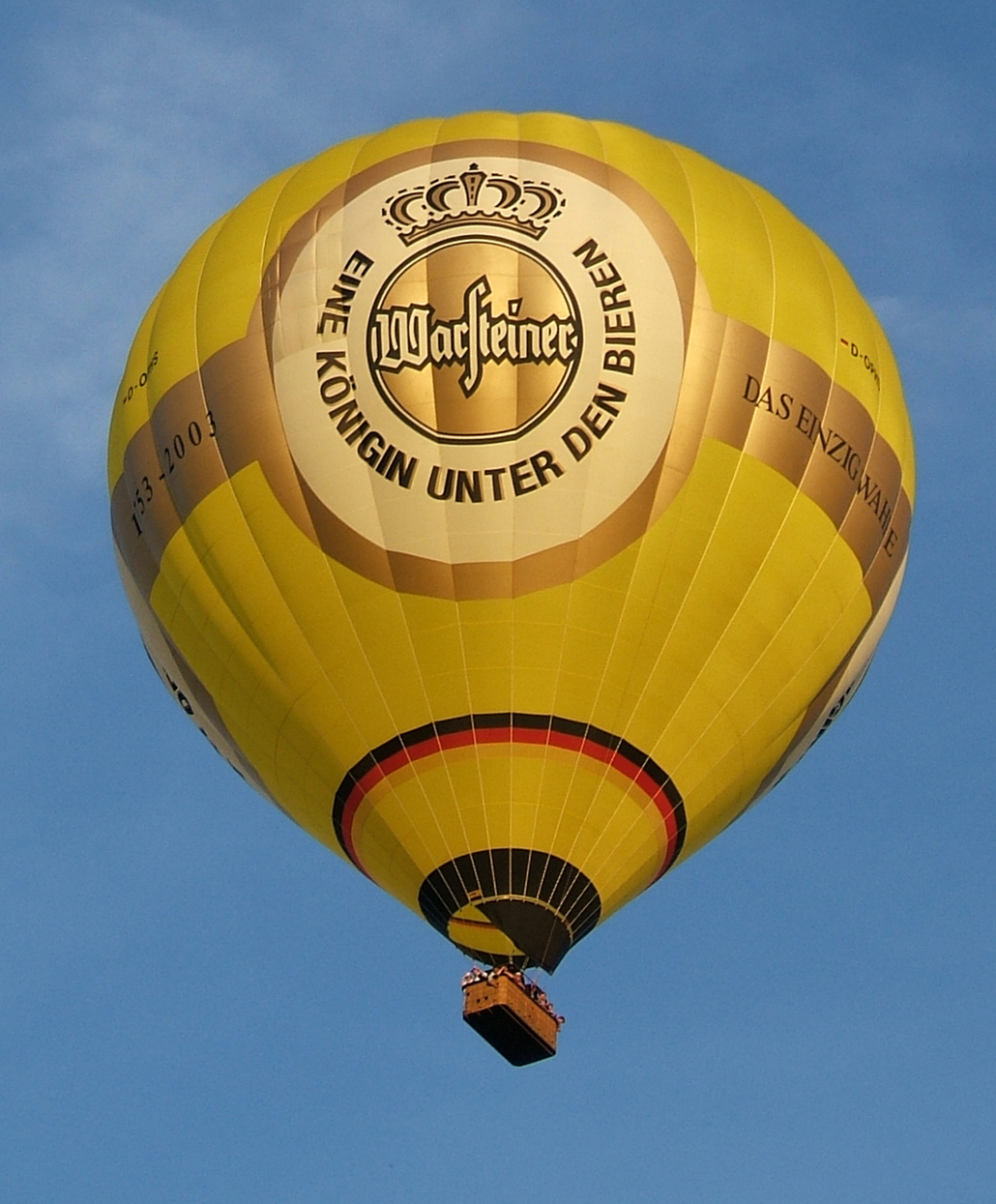
Globo aerostático Ultramagic N-355 (volumen de 10,000 m³, para 20 personas), matriculado en Alemania.

Ultramagic es una empresa española fabricante de globos aerostáticos de aire caliente, con sede en el aeródromo Igualada-Ódena, provincia de Barcelona, España. Es el único fabricante de España y el segundo mayor fabricante mundial por cifra de negocios. La producción anual de la empresa se sitúa entre los 80 y 120 globos, destinando cerca del 80% a la exportación, incluyendo Japón, América del Norte, América del Sur, Europa y África. Ultramagic puede fabricar globos de gran tamaño, como el N-500 que puede trasportar hasta 27 personas en la cesta, y también ha fabricado múltiples globos con formas especiales, así como hinchables de aire frío. 
Ultramagic colabora cada año en la organización del European Balloon Festival, la concentración internacional de globos aerostáticos más importante de España, en la que se realizan exhibiciones y competiciones. En el festival suelen participar entre 40 y 60 pilotos de globo de España, Europa y el resto del mundo, como Israel, India, Japón, Brasil y Argentina. El festival tiene lugar en el mes de julio desde 1997, en un espacio habilitado como campo de vuelo en la antigua N-II de Igualada. Es miembro del clúster aeronáutico BAIE.

## Historia

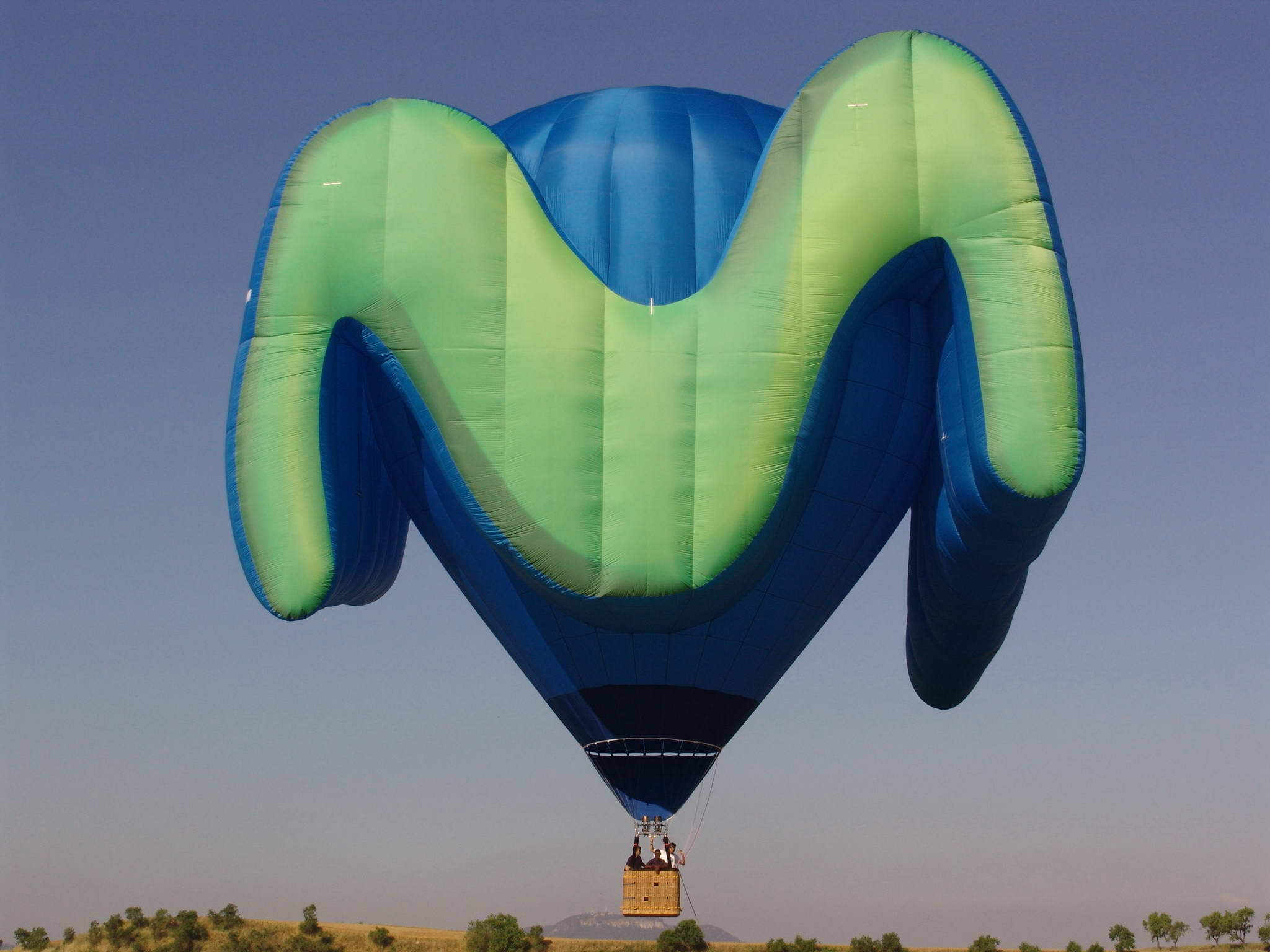
Globo Ultramagic con forma especial, operado por Paseosenglobo y patrocinado por Movistar

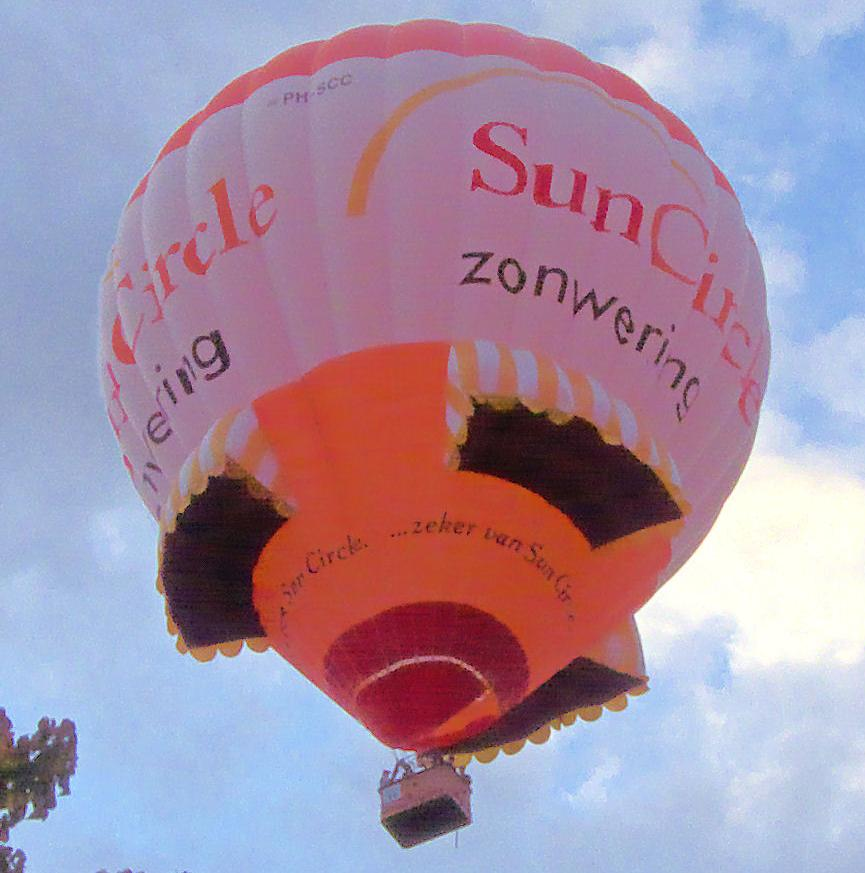
Ultramagic N-180 con formas especiales, matriculado en los Países Bajos

La empresa tiene su origen en el año 1978 cuando tres amigos, Josep Maria Lladó, ingeniero aeronáutico y piloto de globos, Joan Comellas y Jaume Llansana, empezaron a volar con un globo usado y al cabo de poco tiempo decidieron construir un globo más grande, llamado "Tramuntana", para realizar un viaje por África, ya que no tenían dinero para comprar un globo ya hecho. Este viaje se realizó el año 1980, durando once meses, con 40 vuelos partiendo de Zanzíbar, cruzando Tanzania, Ruanda y una parte del Zaire hasta a Kisangani, actual República Democrática del Congo. Tras ello, empezaron a diseñar un ultraligero y crearon la empresa Ultramagic SA, juntamente con Carles Lladó, hermano de Josep Maria. Ultramagic pasó a ser Globos Ultramagic, ya que tras construir un prototipo de ultraligero vieron que era muy complicado, requería mucho dinero, los materiales eran de importación y solo era rentable la producción en serie. Además, tenían experiencia en la construcción de globos y conservaban las máquinas de coser y la organización aeronáutica.
La empresa inauguró en 1993 una división de hinchables de aire frío, con unas 4.000 unidades construidas hasta la actualidad. La producción anual de hinchables de aire frío se sitúa en unas 500 unidades.
En el 2009 la empresa realizó el primer vuelo oficial del "Ecomagic", un globo aerostático sostenible con un consumo de energía reducido, desarrollado conjuntamente con la Escuela de Ingeniería Aeronáutica de la Universidad Técnica de Berlín. El tejido de este globo tiene una doble capa que aísla mejor el aire caliente, hecho que disminuye el consumo y permite vuelos más largos. El Ecomagic gasta menos de la mitad que un globo normal y puede llegar a consumir un 30% de lo habitual.

## Tipos de clientes
Los globos producidos por la empresa se dirigen a tres tipos de clientes:
- Particulares, que los usan para participar en competiciones o concentraciones de globos, para los cuales el vuelo en globo es un deporte de aventura
- Profesionales, que realizan vuelos comerciales y tienen un patrocinador o sponsor
- Empresas que realizan vuelos turísticos en lugares como Turquía, California, Egipto, Namibia, etc

## Galería de modelos fabricados

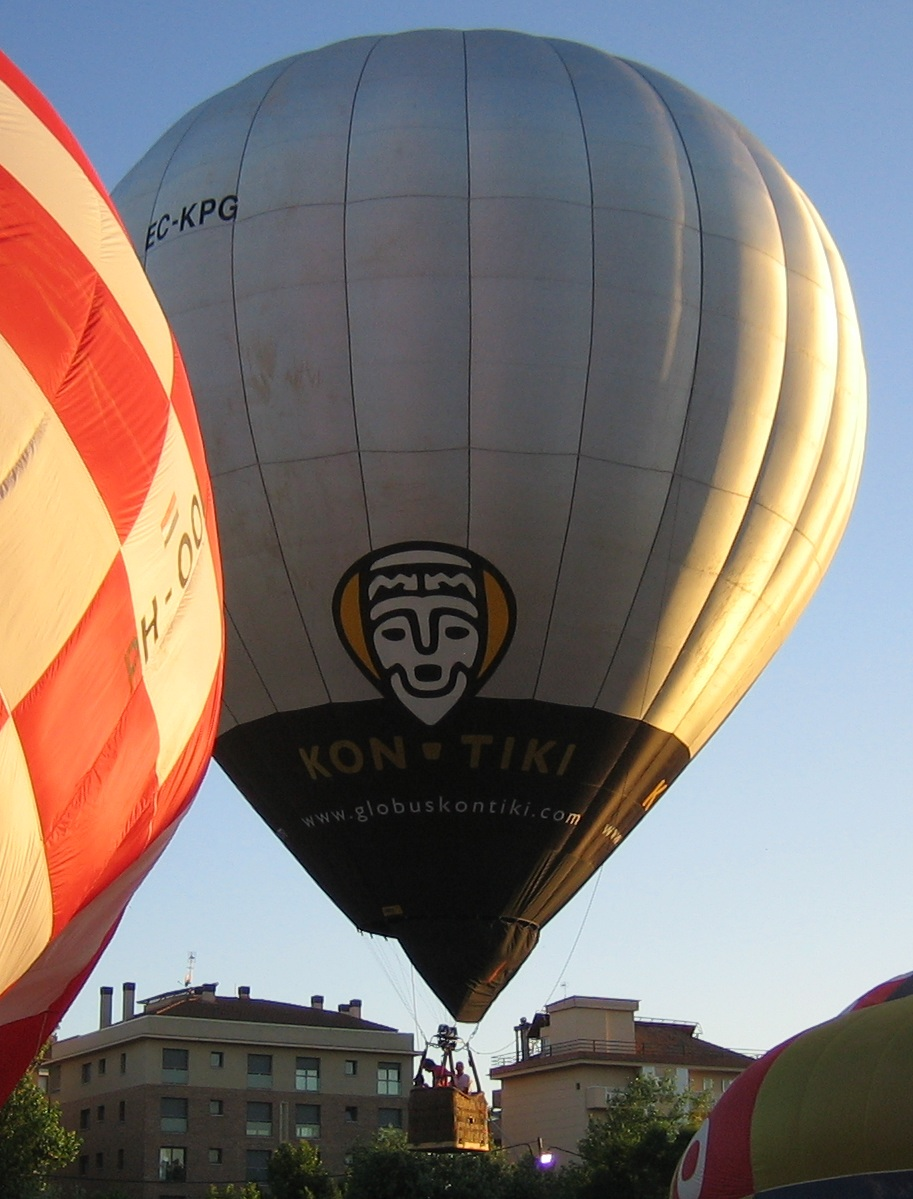
Ultramagic M-77 (volumen de 2.200 m³, para 3 o 4 personas)
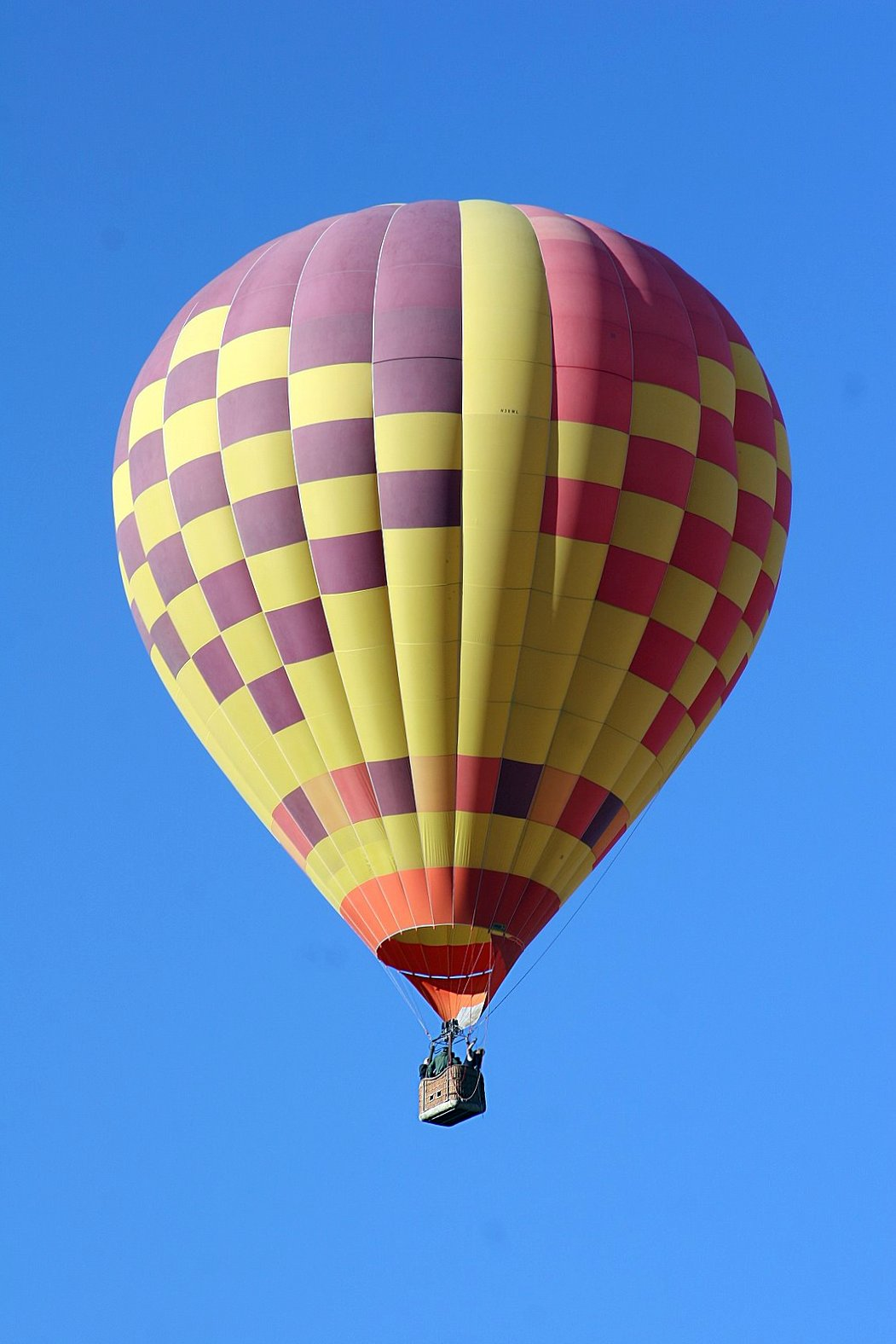
Ultramagic M-105 (3.000 m³, 5 personas), matriculado en EE. UU.
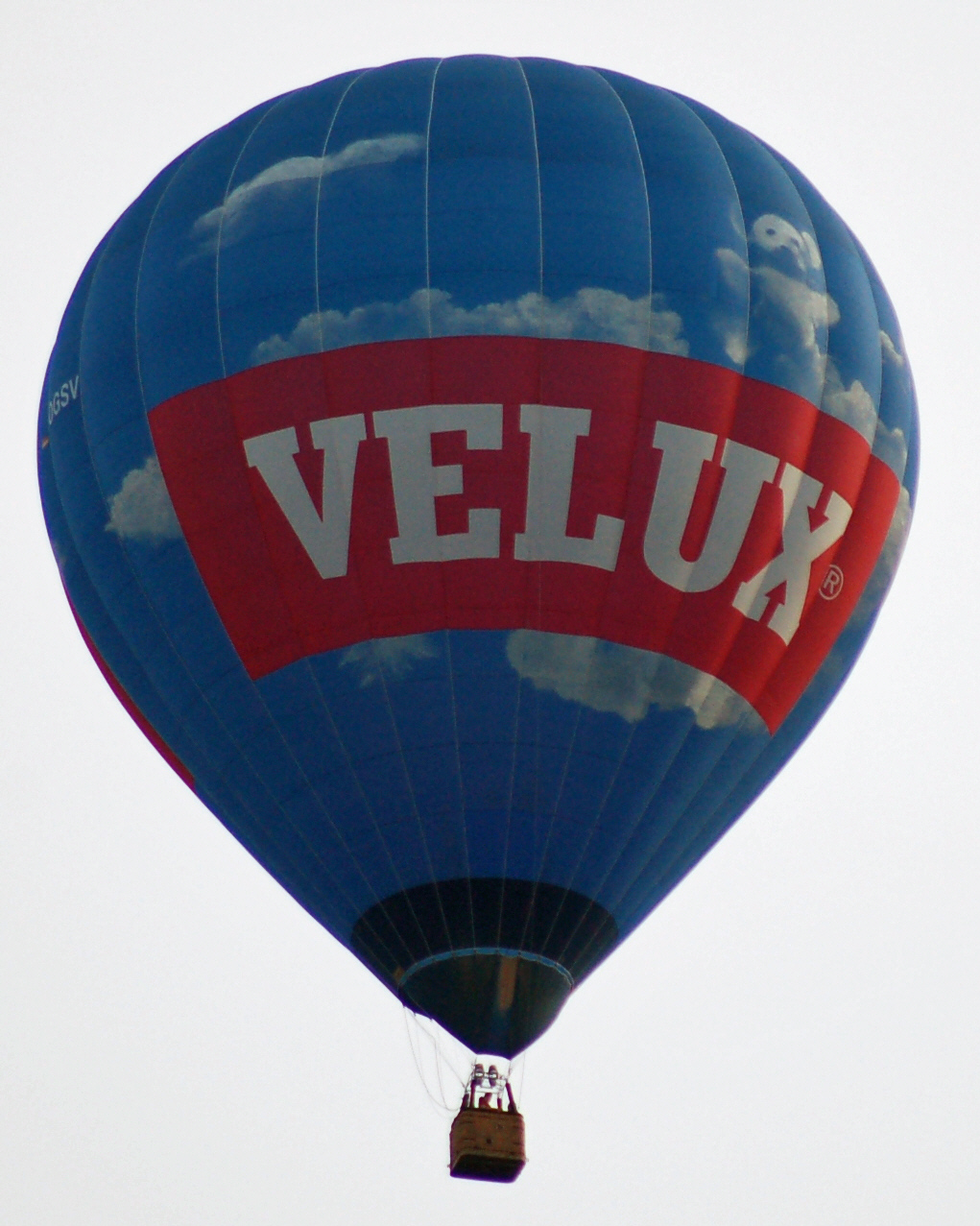
Ultramagic M-120 (3.400 m³, 5 o 6 personas)
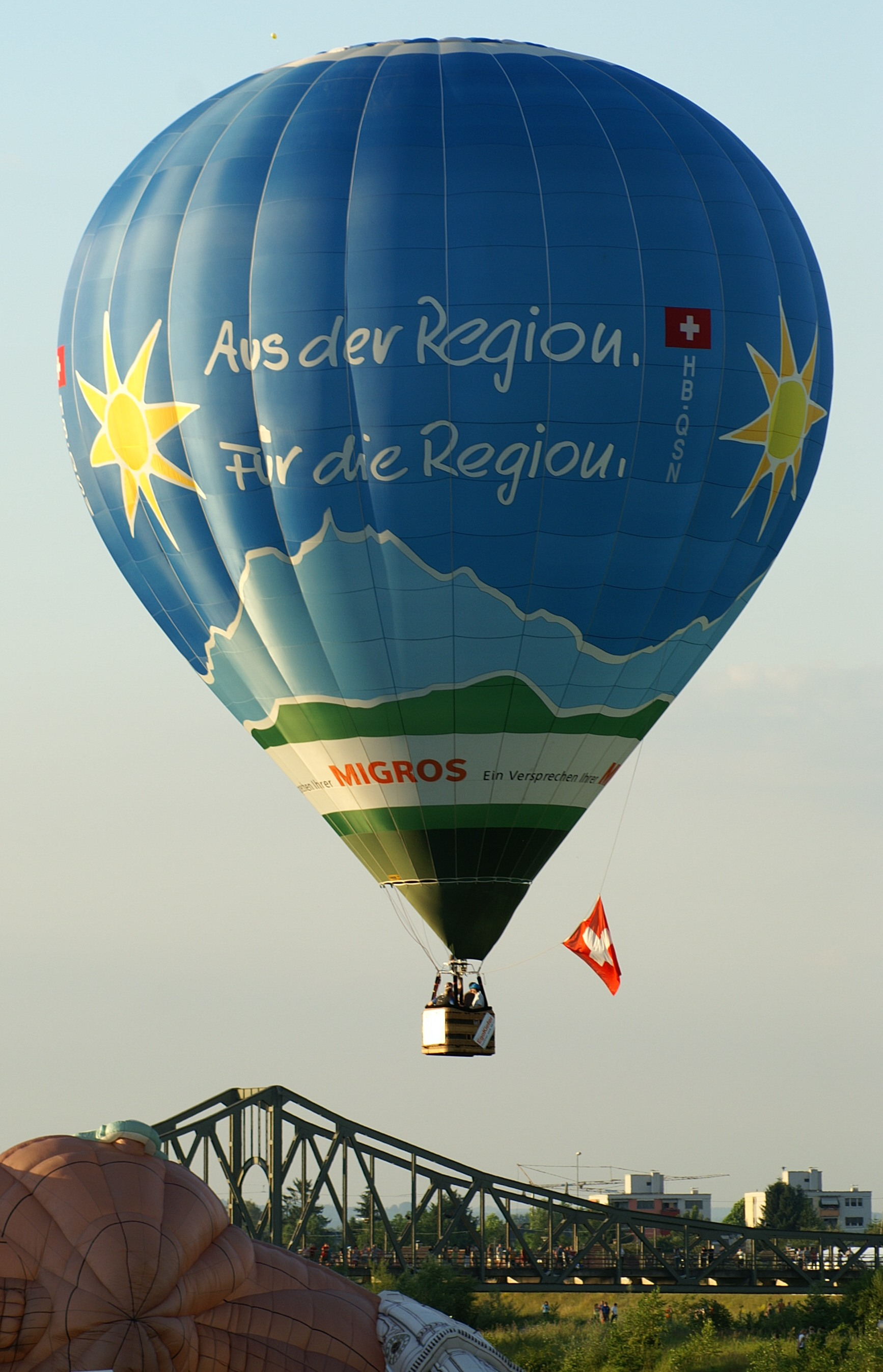
Ultramagic M-130 (3.680 m³, 6 personas), matriculado en Suiza
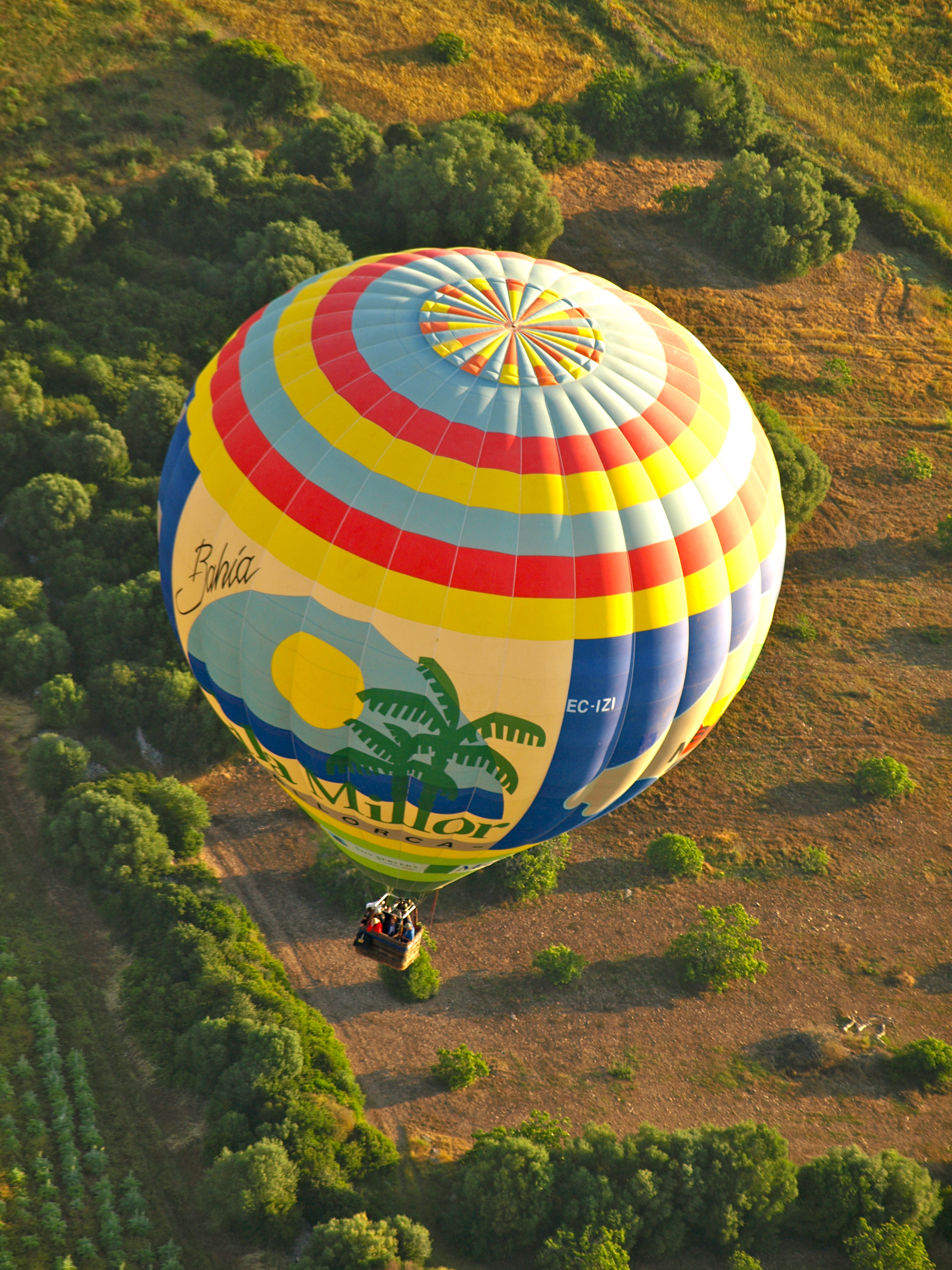
Ultramagic N-180 (5.100 m³, 9 personas)
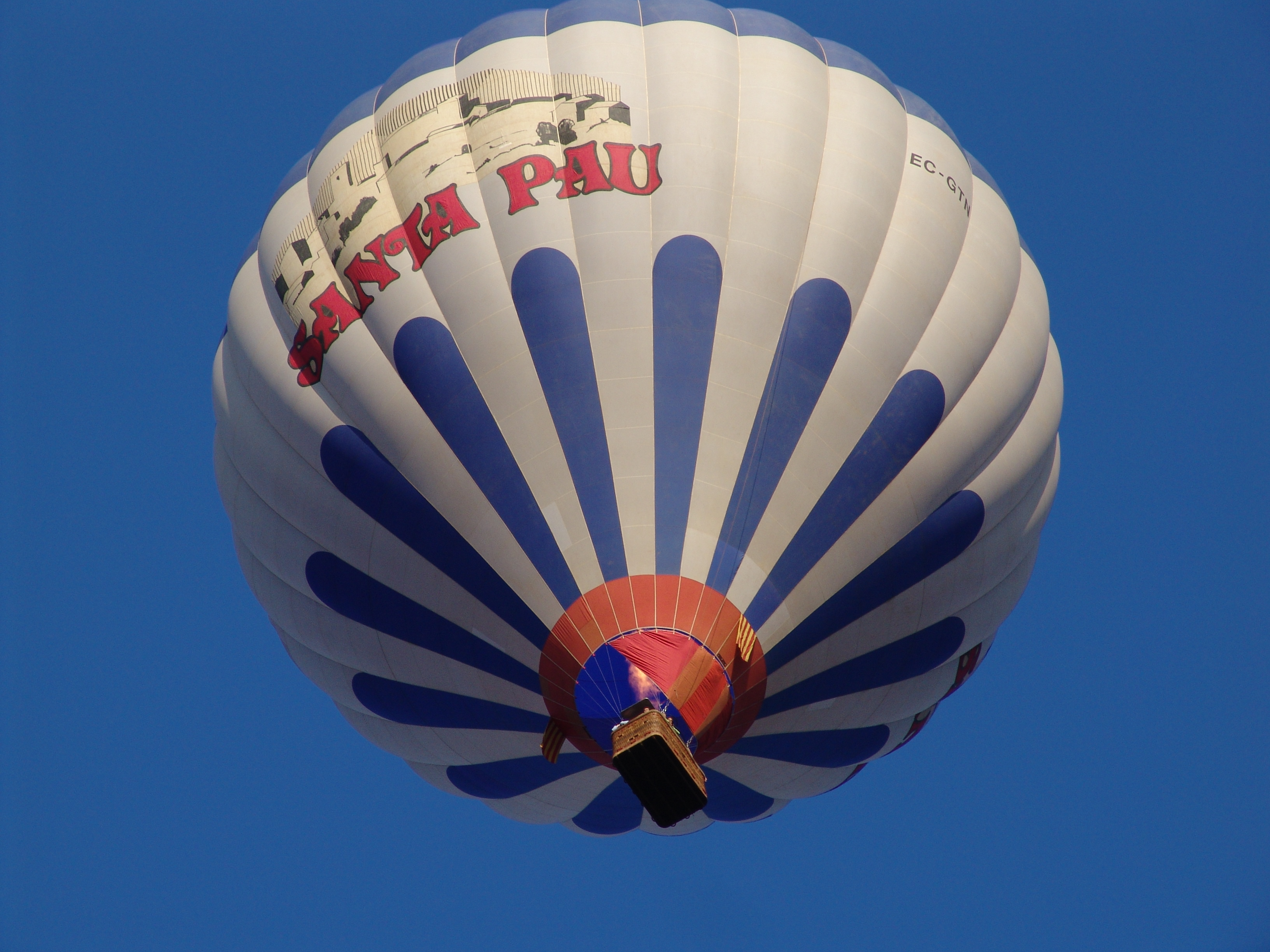
Ultramagic N-210 (6,000 m³, 11 personas)
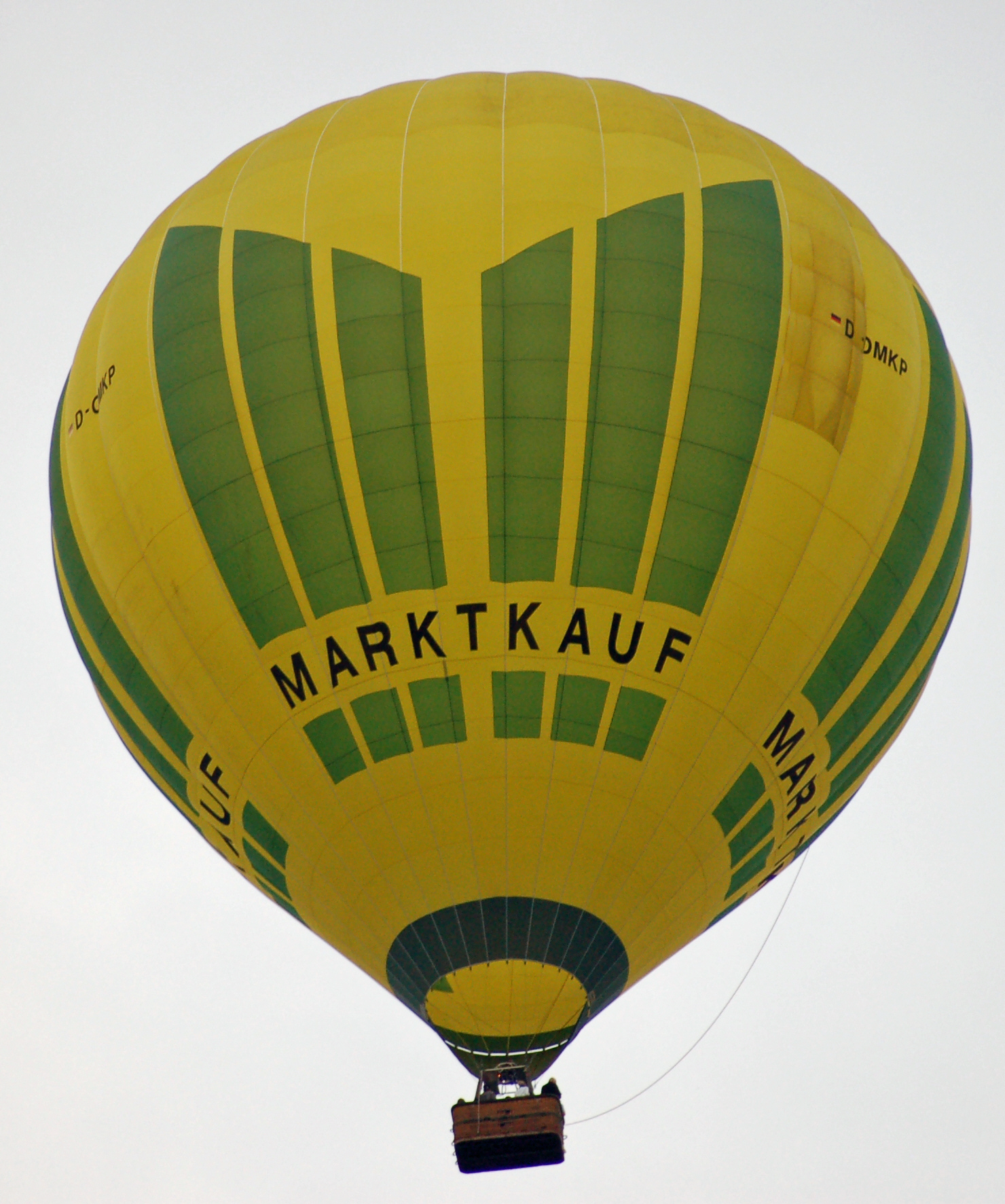
Ultramagic N-210 (6,000 m³, 11 personas)
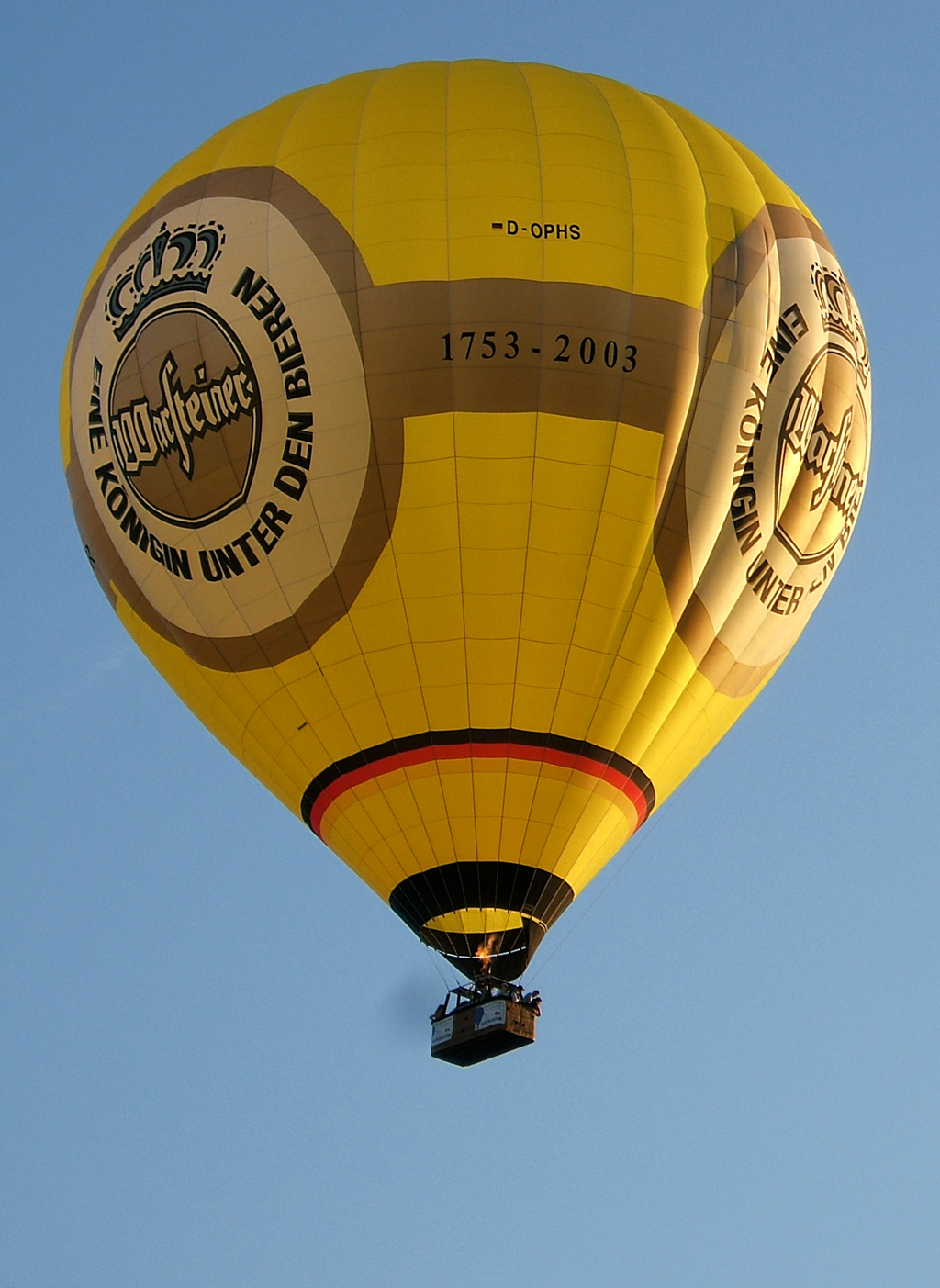
Ultramagic N-355 (10,000 m³, 20 personas)